# Österrike i olympiska vinterspelen 1964
Österrike deltog i olympiska vinterspelen 1964, Österrike var även värdnation. Österrikes trupp bestod av 83 idrottare varav 69 var män och 14 var kvinnor. Den yngsta av Österrikes deltagare var Regine Heitzer (16 år, 6 dagar) och den äldsta var Walter Steinegger (31 år, 315 dagar). 

## Medaljer

### Guld
- Alpin skidåkning
  - Störtlopp herrar: Egon Zimmermann
  - Slalom herrar: Josef "Pepi" Stiegler
  - Störtlopp damer: Christl Haas
- Rodel
  - Dubbel: Josef Feistmantl och Manfred Stengl

### Silver
- Alpin skidåkning
  - Störtlopp damer: Edith Zimmermann
  - Storslalom herrar: Karl Schranz
- Rodel
  - Dubbel: Josef Feistmantl och Manfred Stengl
- Bob
  - Fyra-manna: Erwin Thaler, Adolf Koxeder, Josef Nairz och Reinhold Durnthaler
- Konståkning
  - Singel damer: Regine Heitzer

### Brons
- Alpin skidåkning
  - Storslalom herrar: Josef "Pepi" Stiegler
  - Störtlopp damer: Traudl Hecher
- Rodel
  - Singel damer: Leni Thurner